# سیارک ۵۱۶۴
سیارک ۵۱۶۴ (به انگلیسی: 5164 Mullo، نامگذاری:1984WE1) پنج هزار و صد و شصت و چهارمین سیارک کشف شده‌است که در ۲۰ نوامبر ۱۹۸۴ کشف شد.
قدر مطلق سیارک برابر ۱۳٫۱۰ است.